# Fairview, Georgia
Fairview är en ort (CDP) i Walker County, i delstaten Georgia, USA. Enligt United States Census Bureau har orten en folkmängd på 6 769 invånare (2010) och en landarea på 19,4 km².